# 伊予三島市

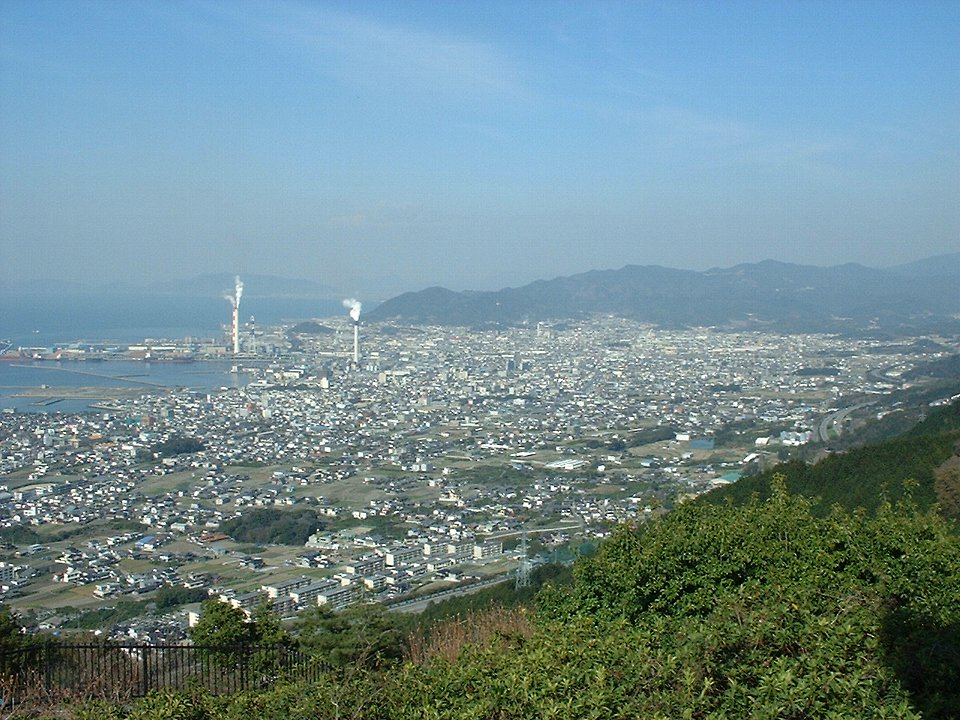
国道319号からの市街眺望

伊予三島市（いよみしまし）は、かつて愛媛県の東予地方、宇摩地域にあった市。2004年、川之江市・土居町・新宮村が市町村合併して四国中央市が発足、伊予三島市は廃止された。
製紙業などの工業が盛んであり、臨海部には製紙工場が集積している。

## 歴史

### 現代
- 1954年（昭和29年） - 宇摩郡三島町（みしまちょう）、寒川町（さんがわちょう）、松柏村（しょうはくむら）、豊岡村（とよおかむら）、富郷村（とみさとむら）及び金砂村（きんしゃむら）が合併し、伊予三島市が発足する。既に静岡県三島市が市制施行していたため、伊予国の伊予が冠された。
- 1954年（昭和29年） - 金砂、富郷渓谷が県の名勝に指定。
- 1960年（昭和35年） - 法皇トンネル開通。
- 1961年（昭和36年） - 金砂湖・富郷渓谷が県立自然公園の指定。
- 1963年（昭和38年） - 新産業都市指定（東予新産業都市）。
- 1965年（昭和40年） - 市民会館完成。
- 1968年（昭和43年） - 銅山川上水道企業団、銅山川工業用水事業団設立。
- 1969年（昭和44年） - 三島港開港指定。
- 1971年（昭和46年） - 重要港湾三島川之江港となる。
- 1973年（昭和48年） - 市庁舎落成（現在地に移転）。
- 1974年（昭和49年） - 市制20周年。
- 1982年（昭和57年） - 伊予三島運動公園野球場、テニスコート完成。
- 1982年（昭和57年） - 四国中央都市圏構想発表。
- 1985年（昭和60年） - 四国ど真ん中音頭、おへそサン'制作発表。
- 1985年（昭和60年） - 四国縦貫自動車道三島川之江IC-土居IC開通。
- 1991年（平成3年） - 川之江・三島バイパス開通。
- 1992年（平成4年） - JR予讃線が電化される。
- 1995年（平成7年） - 富郷ダム定礎。
- 1999年（平成11年） - 金砂、富郷の両支所を統合し嶺南支所を開所。
- 2004年（平成16年） - 伊予三島市、川之江市、宇摩郡土居町及び新宮村が合併し、四国中央市が発足する。

## 行政
歴代市長
- 初代: 篠永恭一（1954年12月 - 1972年12月、5期）
- 第2代: 森川孝夫（1973年1月 - 1979年7月、2期）在任中に死去。
- 第3代: 篠永善雄（1979年8月 - 合併まで、7期）

庁舎
- 本庁: 伊予三島市宮川四丁目 - 宇摩地域での市町村合併後の四国中央市の本庁舎として使用されていたが、2018年に新庁舎ができて解体された。跡地は、立体駐車場が建てられた。
- 支所: 嶺南、松柏、寒川、豊岡

## 教育

### 教育長
- 高橋喜一

### 高等学校
- 愛媛県立三島高等学校

### 中学校
- 伊予三島市立西中学校(現・四国中央市立三島西中学校)
- 伊予三島市立南中学校(現・四国中央市立三島南中学校)
- 伊予三島市立東中学校(現・四国中央市立三島東中学校)

(統廃合)
- 伊予三島市立豊岡中学校
- 伊予三島市立寒川中学校
- 伊予三島市立松柏中学校
- 伊予三島市立富郷中学校
- 伊予三島市立久保ケ市中学校
- 伊予三島市立金砂中学校

### 小学校
- 伊予三島市立松柏小学校(現・四国中央市立松柏小学校)
- 伊予三島市立三島小学校(現・四国中央市立三島小学校)
- 伊予三島市立中曽根小学校(現・四国中央市立中曽根小学校)
- 伊予三島市立中之庄小学校(現・四国中央市立中之庄小学校)
- 伊予三島市立寒川小学校(現・四国中央市立寒川小学校)
- 伊予三島市立豊岡小学校(現・四国中央市立豊岡小学校)
- 伊予三島市立富郷小学校(合併後は四国中央市立富郷小学校。しかし、2013年に閉校。)

## 交通

### 鉄道
四国旅客鉄道（JR四国）
予讃線: 伊予三島駅 - 伊予寒川駅

### 道路
高速道路
松山自動車道
市内にあるインターチェンジ: 三島川之江インターチェンジ
国道
国道11号、国道319号
県道
県道6号、県道13号

## 出身の人物
- 井川伊勢吉 - 大王製紙創業者
- 石川陽造 - プロ野球選手
- 井原岸高 - 衆議院議員（8期）
- 井原巧 - 岸高の孫。のちに新設された四国中央市の初代市長（3期）。参議院議員（1期）、衆議院議員（1期）
- 赤松明勅 - 衆議院議員（1期）
- 塩田尚 - 茨城県つくば市議会議員（8期目）、元茨城県議会議員（1期）
- 今城宇兵衛
- 合田鶴太郎
- 合田一慶
- 合田悟 - ランクヘッドベース
- 降魔研暢 - 僧侶。高野山真言宗の管長。
- 白石義明 - 実業家、世界初、回転寿司のコンベヤ旋廻食事台考案者
- 福田卓郎 - 脚本家、演出家[1]
- まぁこ - お笑い芸人
- 森信雄 - 将棋棋士
- 矢代まさこ - 漫画家
- YU-KI（ユウキ） - 歌手、TRFのメインヴォーカル担当